# Curro Jiménez
Curro Jiménez és una sèrie de televisió espanyola emesa de 1976 a 1978 en TVE, creada pel dramaturg uruguaià Antonio Larreta.
Està basada en el bandolerisme andalús del segle xix, l'acció del qual es desenvolupa principalment en la Serranía de Ronda. No obstant això, la figura de Curro Jiménez es basa en la d'un bandoler que va existir realment, Andrés López, el barquero de Cantillana, personatge del segle xix al que per culpa d'uns plets amb la justícia li va arrabassar el seu ofici de barquer i va haver d'abandonar el seu poble (Cantillana, a la província de Sevilla), per tirar-se a la muntanya. Els personatges principals són quatre bandolers: Curro Jiménez (Sancho Gracia), l'Algarrobo (Álvaro de Luna), l'Estudiante (José Sancho) i el Fraile (Francisco Algora), que en morir en la sèrie és substituït en la banda pel Gitano (Eduardo García) com a personatge principal, encara que apareix ja en els primers episodis com un integrant més de la banda.

## Trama
La trama canvia en cada episodi. El romanticisme del bandoler just i bondadós, la lluita contra els francesos durant la Guerra del Francès, històries d'amor, lluites contra la injustícia i fins i tot episodis còmics.
Tots ells tenen per protagonista al fictici bandoler Curro Jiménez, que dona vida al prototip romàntic de bandoler andalús. Sempre li acompanya la seva banda, composta per El Estudiante, El Algarrobo i El Gitano. Fins a l'episodi Carambola a tres bandas de la primera temporada intervé Francisco Algora com El Fraile, que mor en aquest episodi. En la sèrie es recreen diversos episodis històrics i sociopolítics de l'Espanya del moment. La sèrie comença amb la pèrdua de l'ocupació de barquer que tenia Treball al seu poble natal, episodi basat en la vida del barquero de Cantillana, bandoler sevillà del XIX. Després de diversos avatars i aventures, Curro i El Algarrobo acaben en l'últim capítol de la sèrie original embarcant cap a Amèrica.
La sèrie consta de 40 capítols; va ser rodada en exteriors en la Serranía de Ronda, a Doñana i en el cap de Gata, entre altres punts de la geografia andalusa.
Al llarg dels episodis de la sèrie intervenen coneguts artistes i actors com Frank Braña, Aldo Sambrell, Terele Pávez, Elisa Ramírez, Patty Shepard, Alfredo Mayo, Charo López, Mirta Miller, Eduardo Fajardo, José Suárez, Juan Ribó, Emma Cohen, Bárbara Rey, Florinda Chico, i fins i tot una joveníssima Isabel Pantoja.
En 1995, Antena 3 Televisió va produir i va emetre una sèrie que continuava les aventures del bandoler andalús, amb el nom de Curro Jiménez: el regreso de una leyenda, 12 capítols protagonitzats per Sancho Gracia i Álvaro de Luna als que es va unir Jorge Sanz, que interpretava el paper de fill del bandoler. També va aparèixer en alguns d'aquests capítols Eduardo García, interpretant novament El Gitano, i el mateix Rodolfo Sancho interpretant al jove Juanillo, que se suma a la banda de Curro. No obstant això, no van aconseguir revitalitzar els èxits de la sèrie d'antany.

## Capítols
L'ordre dels capítols que es mostren a continuació, en el que a les tres primeres temporades es refereix, correspon a l'ordre original d'estrena que va tenir lloc en el seu moment en TVE, no a l'ordre erroni de l'edició de la sèrie en DVD, en el que fins i tot apareixen capítols de diferents temporades entremesclats, tals com La muerte espera en Ronda, com a capítol de la segona temporada, i Una larga ausencia, com a capítol de la primera temporada.

### Primera temporada (1976)
1. El barquero de Cantillana, dirigit per Joaquín Romero Marchent.
2. Un estudiante, un fraile y un algarrobo, dirigit per Joaquín Romero Marchent.
3. 20.000 onzas mexicanas, dirigit per Joaquín Romero Marchent.
4. Aquí durmió Carlos III, dirigit per Antonio Drove.
5. La gran batalla de Andalucía, dirigit per Antonio Drove.
6. El secuestro, dirigit per Francesc Rovira-Beleta.
7. La Dolorosa, dirigit per Francesc Rovira-Beleta.
8. El destino de Antonio Navajo, dirigit per Antonio Drove.
9. Carambola a tres bandas, dirigit per Francesc Rovira-Beleta.
10. Los rehenes, dirigit per Pilar Miró.
11. La mujer de negro, dirigit per Mario Camus.
12. En la loca fortuna, dirigit per Mario Camus.
13. La muerte espera en Ronda, dirigit per Mario Camus.

### Segona temporada (1977)
1. El retorno al hogar, dirigit per Joaquín Romero Marchent.
2. El péndulo, dirigit per Joaquín Romero Marchent.
3. La leyenda de Zacarías Mendoza, dirigit per Mario Camus.
4. El servidor de la justicia, dirigit per Joaquín Romero Marchent.
5. La trampa, dirigit per Rafael Romero Marchent.
6. En la boca del diablo, dirigit per Mario Camus.
7. Entierro en la serranía, dirigit per Joaquín Romero Marchent.
8. El campeón de Almería, dirigit per Mario Camus.
9. El fuego encendido, dirigit per Mario Camus.
10. Los desalmados dirigit per Fernando Merino.
11. El míster, dirigit per Joaquín Romero Marchent.
12. La promesa, dirigit per Rafael Romero Marchent.
13. Una larga ausencia, dirigit per Joaquín Romero Marchent.

### Tercera temporada (1978)
1. El prisionero de Arcos, dirigit per Mario Camus.
2. El tío Pedro, dirigit per Rafael Romero Marchent.
3. En la palma de la mano, dirigit per Joaquín Romero Marchent.
4. El indulto, dirigit per Mario Camus.
5. Atrapados, dirigit per Fernando Merino.
6. Con las horas contadas, dirigit per Joaquín Romero Marchent.
7. El bosque de las brujas, dirigit per Joaquín Romero Marchent.
8. Los piadosos y los pícaros, dirigit per Pilar Miró.
9. La media luna, dirigit per Pilar Miró.
10. La noche de la garduña, dirigit per Pilar Miró.
11. La mejor lección, dirigit per Pilar Miró.
12. En la sierra mando yo, dirigit per Fernando Merino.
13. La batalla del vino de Jerez, dirigit per Fernando Merino.
14. El caballo blanco, dirigit per Mario Camus.

### Pel·lícula: Avisa a Curro Jiménez (1978)
ANY 1978, DURACIÓ 88 min., PAÍS Espanya, DIRECTOR Rafael Romero Marchent, 
GUIÓ Antonio Larreta
- Repartiment
  - Sancho Gracia
  - Ágata Lys
  - José Sancho
  - Álvaro de Luna
  - Eduardo García
  - Walter Vidarte
  - Alberto de Mendoza
  - Sara Lezana
  - Alfredo Mayo
  - Lorenzo Ramírez
  - Ángel Álvarez
  - Enrique García

### Curro Jiménez, el regreso de una leyenda (1995)
1. Quince años después, dirigit per Benito Rabal.
2. Cuerda de presos, dirigit per Benito Rabal.
3. El penal del puerto, dirigit per Benito Rabal.
4. Con mi nombre no se juega, dirigit per Joaquín Romero Marchent.
5. La galopada de fin de año, dirigit per Joaquín Romero Marchent.
6. La novia robada, dirigit per Benito Rabal.
7. La gran jugada, dirigit per Julio Sánchez Valdés.
8. Difícil de dominar, dirigit per Benito Rabal.
9. La posada de Wellington, dirigit per José Antonio Páramo.
10. La Virgen de Oro, dirigit per Julio Sánchez Valdés.
11. El bosque del búho, dirigit per José Antonio Páramo.
12. La vuelta, dirigit per Benito Rabal.

## Repartiment
- Sancho Gracia
- Ágata Lys
- José Sancho
- Álvaro de Luna
- Francisco Algora
- Eduardo García
- Francisco Nieto
- Jorge Sanz
- Ginés García Millán
- Sara Lezana
- Carme Conesa
- Rodolfo Sancho

## Curro Jiménez en la realitat
Curro Jiménez és el nom novel·lesc que va rebre el bandoler conegut com el barquero de Cantillana o Andrés el barquero, tot i que el seu veritable nom va ser Andrés López, encara que altres apunten al fet que fos Francisco López Jiménez.
Va néixer a Cantillana en 1819 i, segons conta la llegenda, fou mort a trets per la Guàrdia Civil el 6 de novembre de 1849, després de ser delatat per alguns dels seus companys. Part d'això és cert, ja que va morir d'un tret al cap mentre ell i la seva banda lluitaven contra la Guàrdia Civil, després d'haver estat està conduïda fins al seu amagatall en la Sierra de Cazalla per un dels seus companys (un home d'uns 40 anys una mica coix) que havia estat capturat mentre passejava per la muntanya. Això va succeir realment el dia 2 de novembre de 1849.

## Recepció crítica
Encara que no apreciat aquest sentit en el seu moment, alguns autors posteriors han fet una lectura de la sèrie a la llum dels esdeveniments històrics que es vivien a Espanya al moment de l'emissió, trobant un cant a la llibertat i als valors progressistes, especialment en els episodis dirigits per Pilar Miró, Antonio Drove i Mario Camus.